# Коту (Ботошань)
Коту (рум. Cotu) — село у повіті Ботошані в Румунії. Входить до складу комуни Копелеу.
Село розташоване на відстані 356 км на північ від Бухареста, 21 км на південний схід від Ботошань, 73 км на північний захід від Ясс.

## Населення
За даними перепису населення 2002 року у селі проживали 635 осіб, усі — румуни. Усі жителі села рідною мовою назвали румунську.